# Tamás Kádár
Tamás Kádár (ur. 14 marca 1990 w Veszprémie) – węgierski piłkarz grający na pozycji obrońcy w chińskim klubie Shandong Luneng Taishan oraz w reprezentacji Węgier.

## Kariera klubowa
Kádár zawodową karierę rozpoczynał w 2006 roku w klubie Zalaegerszegi TE z Nemzeti Bajnokság I. W debiutanckim sezonie 2006/2007 rozegrał tam 5 ligowych spotkań. Z zespołem zajął także 3. miejsce w lidze. W Zalaegerszegi spędził połowę sezonu 2007/2008, w którym zagrał w 9 meczach i zdobył 1 bramkę.
W styczniu 2008 roku Kádár podpisał czteroipółletni kontrakt z angielskim Newcastle United z Premier League. W 2009 roku spadł z klubem do Championship. 31 sierpnia 2009 roku w meczu tych rozgrywek z Leicester City zadebiutował w ligowym meczu w barwach Newcastle. W sezonie 2009/2010 rozegrał tam 13 ligowych spotkań, a także awansował z zespołem do Premier League. W sierpniu 2012 podpisał dwuletni kontrakt z Rodą z możliwością przedłużenia o rok. W styczniu 2013 wrócił do ojczyzny na półroczne wypożyczenie do Diósgyőri z opcją pierwokupu. W czerwcu 2013 został wykupiony przez ten klub. Podczas przerwy zimowej sezonu 2014/15 zasilił skład Lecha Poznań, podpisując trzyipółletni kontrakt. 10 lutego 2017 podpisał czteroletni kontrakt z Dynamem Kijów. 28 lutego 2020 przeszedł do chińskiego Shandong Luneng Taishan podpisując kontrakt do końca 2023 roku.

## Kariera reprezentacyjna
W reprezentacji Węgier Kádár zadebiutował 17 listopada 2010 roku w wygranym 2:0 towarzyskim meczu z Litwą.